# Старуха (нижний правый приток Десны)
Старуха (укр. Старуха) — правый приток Десны, протекающий по Козелецкий район (Черниговская область, Украина); один из многочисленных рукавов Десны, образованный вследствие русловых процессов: русловая многорукавность.

## География
Длина — 8 км. Скорость течения — 0,1. 
Русло сильно-извилистое с крутыми поворотами (меандрированное). Долина реки сливается с долиной Десны. В нижнем течении берега обрывистые с пляжами. Впадают небольшие ручьи и канал с сетью каналов.
Река берёт начало ответвляясь от основного русла Десны восточнее села Лебедевка (Козелецкий район). Река течёт преимущественно на юго-запад. Впадает в Десну юго-восточнее села Лебедевка (Козелецкий район).
Пойма частично занята заболоченными участками с лугами и кустарниками, лесами (лесополосами).
Нет крупных приток. На берегу нет населённых пунктов. Река протекает по территории Межреченского регионального ландшафтного парка.